# AI-1
L'Ato Institucional Número Um, comunemente definito AI-1, è stato il primo di una serie di decreti emessi dal regime militare brasiliano negli anni successivi al golpe militare del 1964.
Fu infatti promulgato il 9 aprile dal generale Costa e Silva, dal tenente di brigata Francisco de Assis Correia de Melo e dal viceammiraglio vice-almirante Augusto Hamann Rademaker Grünewald e avrebbe dovuto chiamarsi solamente Ato Institucional, poiché originariamente non ne erano previsti altri.

## Storia
Vi fu una ragione logica per decretare l'AI-1, che fu la mediazione strategica piuttosto che la diplomazia. Quasi tutti i politici, erano reticenti riguardo al cammino che stava prendendo il Governo in materia. Si sarebbe dovuta intraprendere una strategia radicale per convincere gli indecisi riguardo al golpe: ciò sarebbe stato molto pericoloso per il governo. Un Congresso indeciso avrebbe fatto nascere rapidamente dei focolai di guerra civile.
Infatti, i primi paragrafi dell'AI-1 sanciscono l'indispensabilità di ... una nuova prospettiva... di governo forte.
Furono sospesi per dieci anni i diritti politici di tutti i cittadini che fossero visti come oppositori del regime. Fra questi furono schedati molti governatori, deputati e militari. La famosa Lei de Segurança Nacional, del 3 marzo 1967, prese spunto proprio da questo primo Ato Institucional.
Fu sancita l'elezione indiretta del Presidente della Repubblica: un collegio elettorale composto da supposti rappresentanti del popolo, avrebbe dovuto eleggere il capo dello stato. Fu, inoltre, sospesa la Costituzione per sei mesi.
Alcuni dei personaggi pubblici schedati:
- João Goulart, ex-presidente
  - e il suo capo di gabinetto Luís Tavares da Cunha Melo
- Jânio Quadros, ex-presidente
- Luís Carlos Prestes, segretario generale del Partido Comunista Brasileiro (PCB)
- Leonel Brizola, deputato federale per il Rio Grande do Sul
- Celso Furtado, economista
- Darcy Ribeiro, rettore dell'Università di Brasilia
- Samuel Wainer, giornalista
- Nelson Werneck Sodré, militare e storico